# Circus of Books (filme)
Circus of Books é um  filme do gênero documentário estadunidense lançando no ano de 2019.
Dirigido por Rachel Mason, roteirizado por Kathryn Robson e Rachel Mason e estrelado por Karen Mason, Barry Mason e Rachel Mason. A premissa gira em torno do Circus of Books, uma livraria e loja de pornografia gay sediadas em West Hollywood, Califórnia, e no bairro de Silver Lake em Los Angeles.
O filme estreou no Festival de Cinema de Tribeca de 2019 e foi adicionado ao catalogo da operadora de streaming Netflix nos Estados Unidos em 22 de abril de 2020.

## Enredo
Durante quase quatro décadas, o discreto casal de judeus Karen e Barry Mason gerenciaram a Circus of Books, uma locadora e sex-shop em Los Angeles, que virou referência para a comunidade gay local.

## Elenco
Compõem o elenco:
- Karen Mason ...Ele mesmo

- Barry Mason ...Ele mesmo

- Rachel Mason ... Ele mesmo

- Josh Mason ... Ele mesmo

- Micah Mason ...Ele mesmo

- Alexei Romanoff ... Ele mesmo

- Billy Miller ... Ele mesmo

- Don Norman ... Ele mesmo

- Freddie Bercovitz ...Ele mesmo

- Paulo Morillo ...Ele mesmo
- Jeff Stryker...Ele mesmo

- Ellen Winer ...Ela mesma

- Larry Flynt ...Ele mesmo

- David Gregory ...Ele mesmo

- Fernando Aguilar ...Ele mesmo

- Alaska Thunderfuck ... Ele mesmo

## Lançamento
O filme foi lançado no Festival de Cinema de Tribeca em 26 de abril de 2019. Também foi exibido em outros festivais de cinema dos Estados Unidos antes de ser lançado para o grande público. Em 22 de abril de 2020, o documentário chegou ao grande público por meio do serviço de streaming Netflix.

### Trailer
Em 14 de abril de 2020, foi lançado o trailer do documentário.

## Recepção da crítica
No agregador de críticas Rotten Tomatoes, o documentário tem um rendimento de 98% pela crítica baseado em 59 críticas e 80% de rendimento entre o público geral.
Peter Debruge, da revista estadunidense Variety, fez crítica elogiosa ao filme: "Circus of Books é um olhar carinhoso para uma das empresas familiares mais incomuns da América, dirigida pela pessoa que conhecia melhor mamãe e papai." Já o jornalista Teo Bugbee, do jornal estadunidense The New York Times, fez crítica amistosa sobre o filme e disse que "é interessante ver uma linha do tempo das locadoras de vídeos e da comunidade gay entre o tempo que a loja esteve aberta."

## Curiosidades
- A diretora do filme, Rachel Manson, é filha do casal proprietário da loja.[13]